# Lamproserica salaama
Lamproserica salaama är en skalbaggsart som beskrevs av Brenske 1901. Lamproserica salaama ingår i släktet Lamproserica och familjen Melolonthidae. Inga underarter finns listade i Catalogue of Life.